# Jinjiang
Jinjiang (晋江市S, JìnjiāngP) è una città-contea della Cina, situata nella provincia del Fujian.